# محيمدانة (حورة)

تعديل مصدري - تعديل

محيمدانة هي إحدى قرى عزلة حوره بمديرية حورة التابعة لمحافظة حضرموت، بلغ تعداد سكانها 22 نسمة حسب تعداد اليمن لعام 2004.